# Anemone fanninii
Anemone fanninii är en ranunkelväxtart som beskrevs av William Henry Harvey och Joseph Dalton Hooker. Anemone fanninii ingår i släktet sippor, och familjen ranunkelväxter. Inga underarter finns listade i Catalogue of Life.